# Жаме антандю
Жаме́ антандю́ (фр. jamais entendu — «никогда не слышанное») — психическое расстройство, при котором слуховые раздражители (звуки, голос или слова, выражения), уже слышанные ранее, воспринимаются как впервые услышанные.
Как впервые услышанное может восприниматься нечто не в первый раз произносимое самим больным и даже его собственный голос.
Так как при жаме антандю утрачивается способность осознавать ощущение узнавания, обычно это психическое состояние рассматривается как симптом нарушения самоосознавания.
Противоположное явление — дежа антандю (déjà entendu — «уже́ слышанное»).